# Para olvidar a Manuel
Para olvidar a Manuel  es el quinto capítulo del ciclo de unitarios ficcionales del programa Historias de corazón, emitido por Telefe. Este episodio se estrenó el día 5 de febrero de 2013.

## Trama
Manuel (Luis Machín) y Julia (Alejandra Flechner), llevan 20 años de casados. Todo marcha bien en sus vidas hasta que un día sin dar explicación alguna, Manuel abandona a Julia. Para ella, esa situación es insostenible y cae en una depresión. Con el pasar del tiempo conoce a Elvio (Rafael Ferro), un fotógrafo sensible y con una visión diferente y particular de la vida, quien logra sacar a Julia de esa depresión. Al enterarse de que Manuel tiene una relación con otra mujer, Julia decide empezar una relación con Elvio. Cuando el mundo de Julia logra un equilibrio y tranquilidad que la hacen feliz,  Manuel reaparece en su vida, argumentando que está arrepentido por lo que hizo y que quiere volver a vivir con ella y su hijo. Esta situación la pone en una encrucijada en donde debe elegir qué es lo que realmente quiere para su vida, ella toma tiempo para pensarlo, ella realmente quiere ser feliz, pero su temor que vuelva a pasar lo mismo lo impide, toma diferente camino, decide tener su propia vida, su ropio camino sin temor alguno.

## Elenco
- Alejandra Flechner - Julia
- Rafael Ferro - Elvio
- Luis Machín - Manuel
- Marcela Ferradás - Mabel
- Nacho Gadano - Roberto
- Alan Daicz - Germán
- Malena Sánchez - Malena
- Gerónimo Espeche - Amigo de Germán

## Ficha técnica
- Autor: Marisa Quiroga
- Coordinación autoral: Esther Feldman
- Producción ejecutiva: Susana Rudny
- Dirección: Pablo Vázquez